# Gebroeders E. & M. Cohen

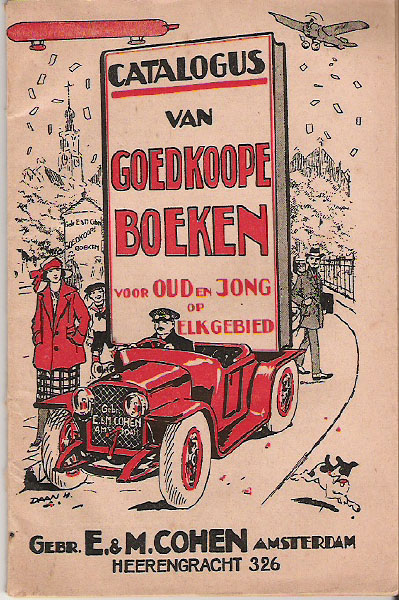
Omslagontwerp van Daan Hoeksema (1879-1935)

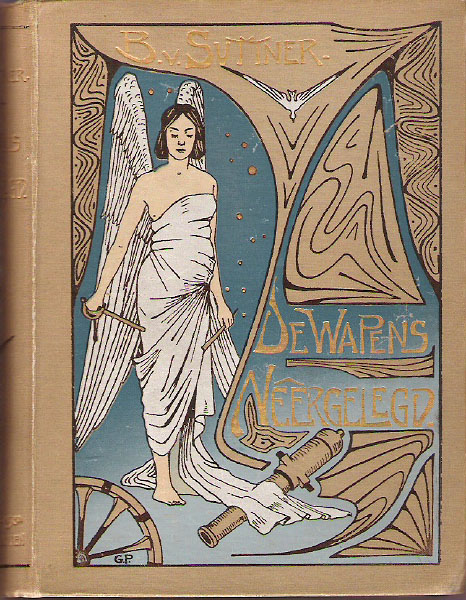
Boekband ontworpen door Gust van de Wall Perné (1877-1911)

Gebroeders E. & M. Cohen was een in Nijmegen, Arnhem en later in Amsterdam gevestigde uitgeverij en boekhandel.
Godert Ezechiël Cohen I (ca. 1700-1780), zoon van tabakshandelaar Ezechiël Salomon Cohen (ca. 1670-1744), verhuisde omstreeks 1720 naar Nijmegen om daar ook een tabakshandel te beginnen.
De handel floreerde en bij zijn dood liet hij zijn kinderen goed verzorgd achter. Zijn zoon Ezechiël Godert I (1753-1813) verloor echter bijna zijn gehele bezit tijdens de Franse bezetting. Bij zijn dood in 1813 bleven zijn weduwe en kinderen berooid achter. Om het hoofd boven water te houden ging zijn zoon, Godert Ezechiël II (1803-1876) werken bij een boekhandel om het vak van boekhandelaar te leren. Dit was van 1820 tot 1824.

## Uitgever
Dit was het begin van wat later een florerende uitgeverij zou worden. Gewapend met zijn vakkennis, bouwde Godert zijn leesbibliotheek verder uit en opende op 6 maart 1827 een commerciële leesbibliotheek, gevestigd aan de Ganzenheuvel 419 te Nijmegen.
In de advertentie die Godert plaatste in de Nijmeegsche Courant lezen we dat hij zijn "geachte medeburgeren" een ruime keus biedt uit meer dan 800 werken, waaronder Geschiedenissen, Gedichten en onder meer werken van "Sir Walter Scott en andere geachte Schrijvers". Alle boeken werden vermeld in een catalogus die men voor 10 cent kon kopen. Toen in 1853 zijn vrouw Judic in het kraambed overleed stortte Godert volkomen in. Hij kon het leven niet meer aan en zijn bibliotheek raakte in verval. Maar in 1860 nam zijn oudste zoon Ezechiël Godert II (1847-1909) het heft in handen, amper dertien jaar oud.
Ezechiël probeerde orde in de bibliotheek te scheppen en begon met weinig geld winkelrestanten in te kopen. Vanaf ongeveer 1865 gingen de zaken weer voorzichtig de goede kant op en in die tijd begon zijn jongere broer Martin Godert (1851-1906) Ezechiël bij te staan. De zaak werd onder de naam E.G. Cohen door de broers gezamenlijk in Nijmegen voortgezet.
In 1868 ontvingen de broers een erfenis van een neef van hun vader, die geen kinderen had. Met dit geld vestigde Ezechiël zich in 1871 als zelfstandig boekhandelaar en antiquaar in Arnhem. Martin bleef de zaak voortzetten in Nijmegen. Op steeds grotere schaal werden winkel- en uitgeversrestanten opgekocht.
In 1876 werd een aantal boeken door Ezechiël Godert, in Arnhem, en zijn vader Godert, in Nijmegen, gezamenlijk uitgegeven. Na de dood van hun vader in 1876 zette Martin het bedrijf van zijn vader nog twee jaar voort onder de naam Martin Cohen, Nijmegen. In 1877 gaven de beide broers gezamenlijk een herdruk uit van de toen bekende Franse schrijver Gustave Droz: Monsieur, Madame en Bébé. Schetsen uit mĳn leven als vrĳgezel, echtgenoot en vader. Op 15 mei 1878 richtten de twee broers de firma Gebroeders E. & M. Cohen op, gevestigd te Arnhem en Nijmegen. Het doel van de firma was het houden van een magazijn van goedkoope boeken, het uitoefenen van den boekhandel, het koopen en verkoopen van fondsartikelen, restant-oplagen enz.

## Gebroeders Cohen
Er bestond bij het Nederlandse publiek een grote behoefte aan goede en goedkope boeken. De firma kocht grote onverkochte voorraden boeken van bekende schrijvers en bracht die beneden de reguliere verkoopprijs in de handel. Deze strategie betekende in die tijd een ware revolutie.
De firma liet geregeld van zich spreken in krantenadvertenties met de toen bekende kop: De Zolders Kraken. Soms werden de boeken plano (niet ingebonden) ingekocht en door de firma van een band voorzien. Zo kan het voorkomen dat op de band 'Gebr. E. & M. Cohen' staat en op het titelblad de naam van een andere uitgever.
In 1896 bedroeg het aantal titels dat was uitgegeven door de firma 2717. Er is nog een enkele catalogus bewaard gebleven, zodat een indruk kan worden verkregen van de diversiteit van het fonds.
In 1886 werden de Arnhemse activiteiten geconcentreerd op het, in 1885 aangekochte, pand aan de Nieuwe Kraan 1.
In 1944 is het gebouw geheel verwoest, maar toen was de firma er al veertig jaar weg. In Nijmegen bleef de firma gevestigd op de Groote Straat 26.

## Amsterdam
Amsterdam was en is het centrum van de Nederlandse boekhandel. Om die reden besloten Ezechiël Godert II en Martin Godert begin 1900 om hun bedrijf naar Amsterdam te verplaatsen. In 1905 begonnen ze de enorme voorraden boeken, die lagen opgeslagen in de magazijnen in Arnhem en Nijmegen, over te brengen naar Amsterdam. In 1906 vestigden de gebroeders hun uitgeverij aan de Keizersgracht 333 en een jaar later aan de Herengracht 326, waar zij tot 1941 zouden blijven.
De verhuizing naar Amsterdam had de zwakke gezondheid van Martin geen goed gedaan. Kort na de verhuizing overleed hij. Slechts drie jaar later, in 1909, overleed ook zijn broer Ezechiël Godert II. Het bedrijf van beide broers werd voortgezet door de volgende generatie, de zoons Jacques Ezechiël en Martin Ezechiël van Ezechiël Godert II. De andere mannelijke telgen begonnen haast allemaal een eigen uitgeverij.

## Splitsing
Alexander Ezechiël en Godert Ezechiël III waren al in 1898 begonnen met Uitgeverij Cohen Zonen. Alexander begon later voor zichzelf met Cohen's Boekhandel. Maurits Ezechiël stichtte in 1904 de uitgeverij Vennootschap Letteren en Kunst, die opvallend mooi verzorgde, bijzondere boeken uitgaf, zoals de Katjes van Steinlen. Een zoon van Martin, Godert Martin, richtte in 1908 de uitgeverij Erven Martin
G. Cohen op.
In 1940 was het voor de Joodse firma niet langer mogelijk het bedrijf voort te zetten. Vele rechten op werken werden verkocht. Een van de laatste werken die werden uitgegeven (of misschien wel het laatste werk) was Gelijkheid voor allen, van Edward Bellamy, dat werd uitgegeven in het oorlogsjaar 1940. De symboliek hiervan kan welhaast niemand ontgaan. Op 22 januari 1941 diende Jaques Ezechiël Cohen bij de Amsterdamse Kamer van Koophandel een opgaaf tot liquidatie van de uitgeverij in. Omdat dat toen nog niet verplicht was, konden de broers de liquidatie nog enigszins zelf sturen.
In maart 1941 werden Joodse bedrijven door de Duitse maatregelen verplicht tot liquidatie gedwongen tenzij er een Arische bewindvoerder ('Verwalter') was aangesteld. In het souterrain van het pand aan de Herengracht was sinds kort een bedrijf in kunsthars gevestigd. De broers Cohen vroegen de eigenaar van deze onderneming om als niet-Joodse dekmantel voor de uitgeverij te fungeren.
Door al deze verschrikkelijke gebeurtenissen werd Jacques Ezechiël ernstig ziek en overleed hij ten gevolge van een hartaanval op 30 juli 1942 in zijn woning in Amsterdam. De overgebleven broer Martin Ezechiël kreeg een oproep om zich te melden voor Duitsland. Hij dook onder in de Valeriusstraat 47, maar hij werd verraden, opgepakt en weggevoerd. In september 1944 is hij in Auschwitz vermoord.